# Distretto delle Isole
Il distretto delle Isole (o Islands District, in cinese semplificato 离岛区, in cinese tradizionale 離島區, in mandarino pinyin Lídǎo Qū) è uno dei 18 distretti di Hong Kong, in Cina.